# Gigors-et-Lozeron
Gigors-et-Lozeron település Franciaországban, Drôme megyében. Lakosainak száma 219 fő (2022. január 1.). Gigors-et-Lozeron La Baume-Cornillane, Beaufort-sur-Gervanne, Le Chaffal, Cobonne, Combovin, Ourches, Plan-de-Baix, Suze és Vaunaveys-la-Rochette községekkel határos.

## Népesség
A település népességének változása:
| Lakosok száma | 137  | 126  | 135  | 164  | 165  | 163  | 193  | 210  | 213  | 219  |
|               | 1968 | 1982 | 1990 | 2006 | 2013 | 2015 | 2017 | 2019 | 2020 | 2022 |